# 13421 Holvorcem
13421 Holvorcem (1999 VO12) là một tiểu hành tinh vành đai chính được phát hiện ngày 11 tháng 11 năm 1999 bởi C. W. Juels ở Fountain Hills. Nó được đặt theo tên Paulo R. Holvorcem.